# РБУ-2500

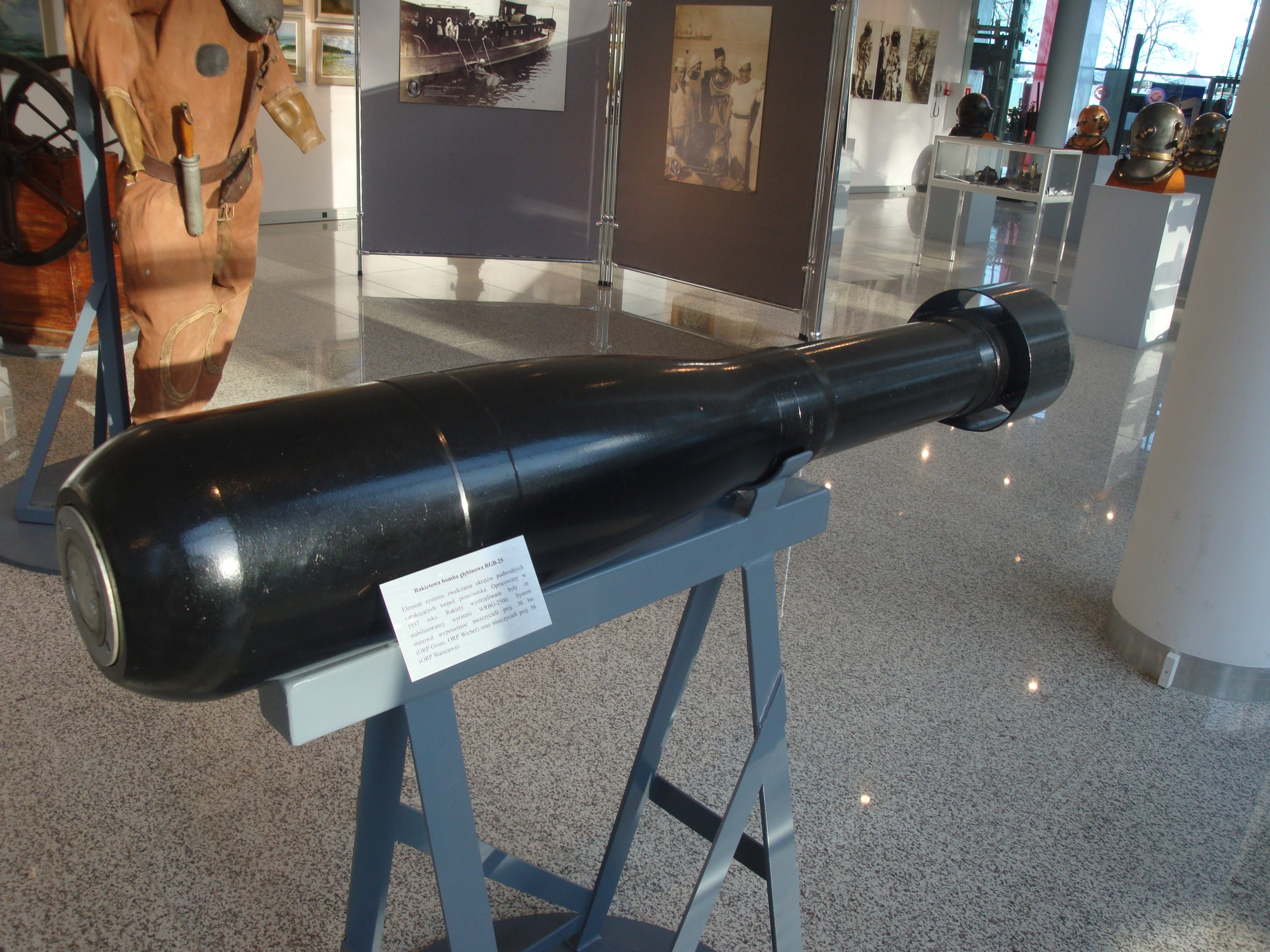
бомба РГБ-25

РБУ-2500 (реактивно-бомбовая установка-2500, словесное название «Смерч») — советский реактивный морской бомбомёт со стационарной наводящейся в вертикальной и горизонтальной плоскостях установкой с шестнадцатью стволами. Предназначен для уничтожения подводных лодок и атакующих торпед противника.
Пусковая установка РБУ-2500 разработана НИИ-1 (главный конструктор — Н. П. Мазуров). Система была принята на вооружение ВМФ СССР 14 января 1957 году. Для стрельбы применяются бомбы РГБ-25 и «Свеча-25».
Пусковая установка РБУ-2500 — стабилизированная. Наводка установки производилась автоматически, а заряжание — вручную. Вес взрывчатого вещества в бомбе РГБ-25 — 25,8 кг.